# Craig Wood (golf)
Pour les articles homonymes, voir Craig Wood.
Craig Ralph Wood, né le 18 novembre 1901 à Lake Placid dans l'État de New York, et mort le 7 mai 1968 à Palm Beach en Floride, est un golfeur professionnel américain. Actif de la fin des années 1920 aux années 1940, il remporte 21 tournois du PGA Tour, dont trois fois le New Jersey PGA Championship, ainsi que deux majeurs en 1942.  Il compte trois sélections consécutives au sein de l'équipe américaine de Ryder Cup, en 1931, 1933 et 1935, pour deux victoires en 1931 et 1935.

## Les victoires en PGA Tour (21)
| Année | Tournoi                                     |
| ----- | ------------------------------------------- |
| 1928  | New Jersey PGA Championship                 |
| 1929  | Oklahoma Open                               |
| 1929  | Hawaiian Open                               |
| 1930  | New Jersey PGA Championship                 |
| 1930  | Oklahoma City Open                          |
| 1931  | Harlingen Open                              |
| 1932  | New Jersey PGA Championship                 |
| 1932  | San Francisco Open-Match Play,              |
| 1932  | Pasadena Open                               |
| 1933  | Los Angeles Open                            |
| 1933  | Radium Springs Open                         |
| 1934  | Galveston Open Championship,                |
| 1934  | New Jersey Open                             |
| 1936  | General Brock Open                          |
| 1938  | Augusta Open-Forest Hills                   |
| 1940  | Metropolitan Open,                          |
| 1940  | Miami-Biltmore Four-Ball (avec Billy Burke) |
| 1941  | The Masters,                                |
| 1941  | U.S. Open                                   |
| 1942  | Canadian Open                               |
| 1944  | Durham Open                                 |

Les tournois du Grand Chelem son en gras.

## Autres victoires
- 1938 New Jersey PGA Championship